# Antonio Canova

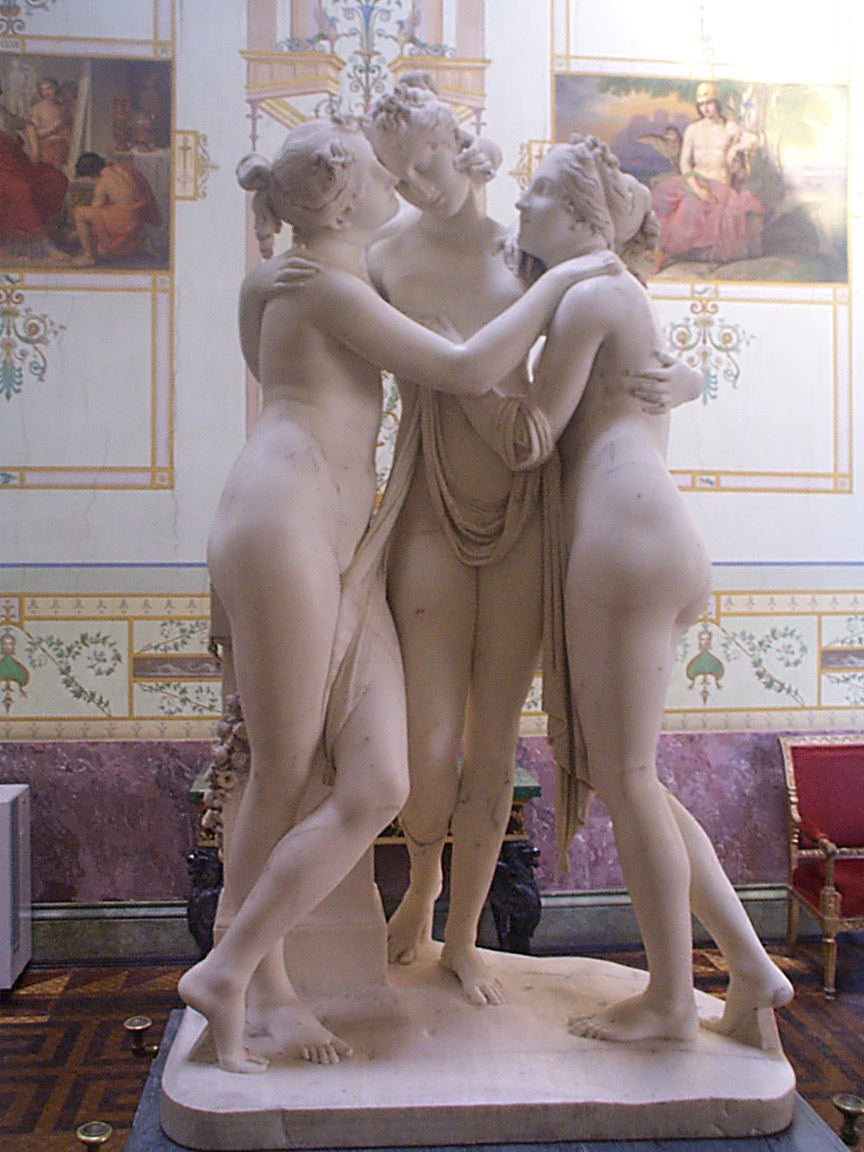
Antonio Canova - Cele trei Grații

Antonio Canova (n. 1 noiembrie 1757, Possagno, Veneto, Italia – d. 13 octombrie 1822, Veneția, Imperiul Austriac), a fost un sculptor italian, cel mai de bază reprezentant al neoclasicismului în sculptura europeană,model pentru academiștii secolului XIX. Lucrările sale sunt adunate în muzeul Luvru din Paris și Ermitajul din Sankt Petersburg.

## Biografie
Feciorul pietrarului, Canova a rămas foarte curând orfan și s-a angajat la senatorul venețian Faliero,care i-a dat posibilitatea de a învăța să sculpteze. La doar 16 ani, Canova a lucrat statuile „Evrodiei” și „Orfeiei” (pentru Faliero), iar în 1779 compoziția „Dedal și Icar” (pentru patrițianul Pizano). În 1780 pleacă în Roma, unde s-a făcut cunoscut cu monumentele clasice de sculptură care l-au frapat și i-au trezit dorința de creație. În curând, tânărul sculptor s-a plasat în rândul celor mai talentați sculptori și a devenit renumit. A făcut în 1802 pentru împăratul Napoleon I lucrarea „Polina Bonaparte”. Cu toate că era în relații bune cu Papa Pius VII, după căderea lui Napoleon, Canova părăsește Roma și ultimii ani din viață i-a petrecut la locul de baștină Possagno. Când era în viață, Canova era considerat ca cel mai celebru sculptor din acele vremuri. A jucat rolul de bază în dezvoltarea sculpturii clasice. Cele mai cunoscute opere ale lui sunt: „Persei cu capul de meduză”, „Amor și Psyche”, „Napoleon Bonaparte” etc.

## Galerie

Amor și Psyhe
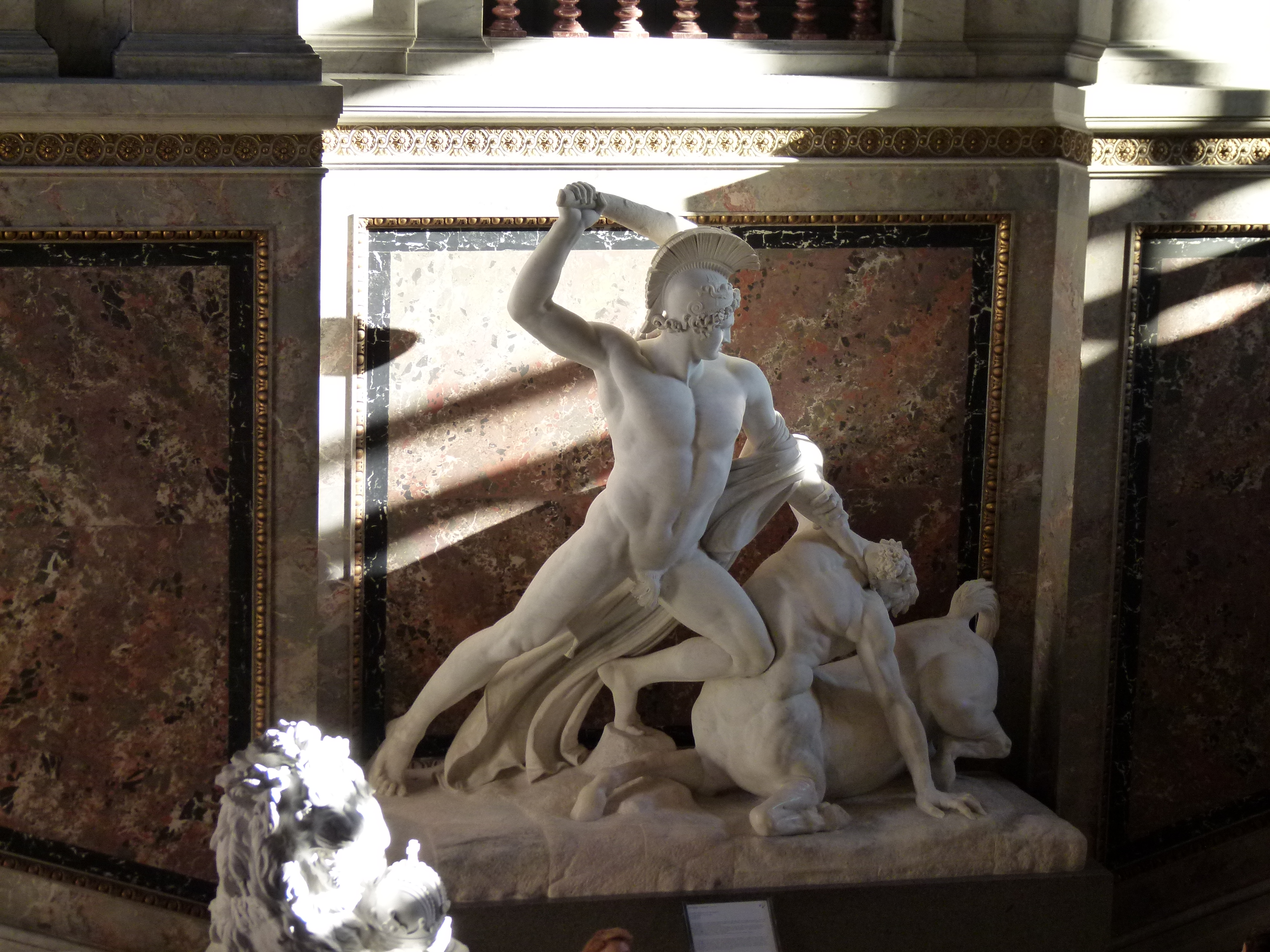
Tezeu învinge centaurul